# ジュリアス・インドンゴ
ジュリアス・インドンゴ（Julius Indongo、1983年2月12日 - ）は、ナミビアのプロボクサー。元WBA・IBF世界スーパーライト級統一王者。ウィントフック出身。

## 来歴

### アマチュア時代
インドンゴは10歳のときにラジオでボクシングの試合を聞いてボクサーになることを決意し、地元の工業大学に通いつつ、17歳のときにボクシングを始めた。
2002年に学校を卒業したインドンゴは同時期にナミビアの全米選手権大会で優勝したが、その後肺結核を罹患し、完治まで2年間の闘病生活を送った。
2006年にボクシングに復帰したインドンゴはキャリアを積み、2008年の北京オリンピックでナミビア代表となったが、ウォームアップ中に右手を骨折のアクシデントに見舞われる。しかしインドンゴは棄権を選択せず、右手を使用しないままでの試合に臨んだが、第一ラウンド終了後にレフェリーストップが掛かり、インドンゴは敗退した。

### プロ時代

#### スーパーライト級
2009年、25歳のときにプロデビューし、デビュー後は14連勝した。その後、無敗のままWBOアフリカスーパーライト級王座を獲得した。
2016年12月3日、モスクワのメガスポルトでIBF・IBO世界スーパーライト級王者のエドゥアルド・トロヤノフスキーと対戦し、スーパーライト級世界戦最速KO記録となる初回40秒TKO勝ちを収め王座獲得に成功した。
2017年4月15日、グラスゴーのThe SSE HydroでWBA世界スーパーライト級王者のリッキー・バーンズと王座統一戦を行い、12回3-0（120-108、118-110、116-112）の判定勝ちを収め王座統一に成功、IBF及びIBO王座の初防衛並びにWBA王座の獲得に成功した。
2017年8月19日、ネブラスカ州リンカーンのピナクル・バンク・アリーナでWBC・WBO世界スーパーライト級統一王者のテレンス・クロフォードと王座統一戦を行い、プロ初黒星となる3回1分18秒TKO負けを喫しスーパーライト級王者として初となる主要4団体の王座統一に失敗、WBA王座の初防衛、WBC王座の獲得、IBF王座の2度目の防衛並びにWBO王座の獲得に失敗し、2004年9月18日にミドル級でバーナード・ホプキンスが主要4団体の王座を統一して以来の快挙を逃した。
2018年1月5日、ルー・ディベラが主催しているディベラ・エンターテイメントと契約した。
2018年2月10日、同年3月9日にサウスダコタ州デッドウッドのデッドウッド・マウンテン・グランドでWBC世界スーパーライト級2位のレジス・プログレイスと元WBC世界スーパーライト級王者でWBC世界スーパーライト級4位のビクトル・ポストルの間でWBC世界スーパーライト級暫定王座決定戦を行うとの報道がなされたが、同月12日にポストルが練習中に右手を負傷しWBC世界スーパーライト級暫定王座決定戦への出場を辞退したため、ポストルの代わりにインドンゴが出場することになった。
2018年3月9日、サウスダコタ州デッドウッドのデッドウッド・マウンテン・グランドでWBC世界スーパーライト級2位のレジス・プログレイスとWBC世界スーパーライト級暫定王座決定戦を行い、2回2分54秒TKO負けを喫しIBF及びWBAに続く王座獲得に失敗した。

#### ウェルター級
2020年11月27日、フロリダ州ハリウッドのセミノール・ハード・ロック・ホテル・アンド・カジノ内にあるハード・ロック・ライブでダニヤル・イェレウシノフとIBFインターコンチネンタルウェルター級王座決定戦を行うが、2回30秒KO負けを喫した。試合後にディベラ・エンターテイメントとデビューから所属していたMTC・サンシャイン・プロモーションから離脱した。
2022年2月5日、カーディフのカーディフ・インターナショナル・アリーナでクリス・ジェンキンスと対戦し、8回75-78の判定負けを喫した。

## 戦績
- プロボクシング：30戦 24勝 (13KO) 6敗

| 戦           | 日付           | 勝敗 | 時間    | 内容    | 対戦相手                             | 国籍             | 備考                                                                   |
| ------------ | -------------- | ---- | ------- | ------- | ------------------------------------ | ---------------- | ---------------------------------------------------------------------- |
| 1            | 2009年7月25日  | ☆    | 4R      | 判定3-0 | ポハムバ・マンドゥメ                 | ナミビア         | プロデビュー戦                                                         |
| 2            | 2009年9月12日  | ☆    | 4R      | 判定3-0 | ポハムバ・マンドゥメ                 | ナミビア         |                                                                        |
| 3            | 2009年10月31日 | ☆    | 2R 1:56 | TKO     | ダニエル・ホセア                     | ナミビア         |                                                                        |
| 4            | 2010年3月20日  | ☆    | 4R      | 判定2-0 | フェスツ・ンギヒディンワ             | ナミビア         |                                                                        |
| 5            | 2010年5月29日  | ☆    | 4R      | 判定3-0 | サムエル・カパプ                     | ナミビア         |                                                                        |
| 6            | 2010年8月7日   | ☆    | 2R      | TKO     | ロウレンス・モヨ                     | ナミビア         |                                                                        |
| 7            | 2011年3月19日  | ☆    | 10R     | 判定3-0 | サムエル・カパプ                     | ナミビア         | ナミビアライト級王座決定戦                                             |
| 8            | 2011年6月11日  | ☆    | 10R     | TKO     | ピーター・マラキア                   | ナミビア         | ナミビア防衛1                                                          |
| 9            | 2011年11月5日  | ☆    | 6R      | 判定3-0 | シラス・マンデヤ                     | ジンバブエ       |                                                                        |
| 10           | 2012年3月20日  | ☆    | 4R 2:02 | TKO     | メシャック・コンドワニ               | ジンバブエ       |                                                                        |
| 11           | 2012年10月12日 | ☆    | 2R 0:29 | TKO     | ジェームス・オンヤンゴ               | ケニア           | WBOアフリカスーパーライト級王座決定戦                                  |
| 12           | 2013年3月20日  | ☆    | 1R 1:25 | KO      | アビアス・シリムプムブウェ           | ザンビア         |                                                                        |
| 13           | 2013年5月11日  | ☆    | 10R     | 判定    | ネルソン・バンダ                     | ザンビア         |                                                                        |
| 14           | 2014年3月1日   | ☆    | 1R 2:17 | KO      | ジョエル・ムウェワ                   | ザンビア         |                                                                        |
| 15           | 2014年7月26日  | ☆    | 3R 0:45 | TKO     | イスマエル・タクズワ・クチョチャ     | ジンバブエ       | WBOアフリカ防衛1                                                       |
| 16           | 2014年12月6日  | ☆    | 12R     | 判定3-0 | カイザー・マバザ                     | 南アフリカ共和国 | WBOアフリカ防衛2                                                       |
| 17           | 2015年3月20日  | ☆    | 12R     | 判定3-0 | イブラヒム・クラッス                 | タンザニア       | WBOアフリカ防衛3                                                       |
| 18           | 2015年10月3日  | ☆    | 12R     | 判定3-0 | ゾラリ・マラリ                       | 南アフリカ共和国 | WBOアフリカ防衛4                                                       |
| 19           | 2016年3月26日  | ☆    | 9R      | TKO     | アラン・カモテ                       | タンザニア       | WBOアフリカ防衛5                                                       |
| 20           | 2016年8月6日   | ☆    | 1R      | TKO     | ファビアン・ルイモ                   | タンザニア       | WBOアフリカ防衛6                                                       |
| 21           | 2016年12月3日  | ☆    | 1R 0:40 | KO      | エドゥアルド・トロヤノフスキー       | ロシア           | IBF・IBO世界スーパーライト級タイトルマッチ                             |
| 22           | 2017年4月15日  | ☆    | 12R     | 判定3-0 | リッキー・バーンズ                   | イギリス         | WBA・IBF・IBO世界スーパーライト級王座統一戦 WBA王座獲得・IBF・IBO防衛1 |
| 23           | 2017年8月19日  | ★    | 3R 1:48 | KO      | テレンス・クロフォード               | アメリカ合衆国   | WBA・WBC・IBF・WBO世界スーパーライト級王座統一戦 WBA・IBF陥落          |
| 24           | 2018年3月9日   | ★    | 2R 2:54 | TKO     | レジス・プログレイス                 | アメリカ合衆国   | WBC世界スーパーライト級暫定王座決定戦                                  |
| 25           | 2019年8月3日   | ☆    | 2R 1:12 | TKO     | カルタビウス・ジョーンズ・ジョンソン | アメリカ合衆国   |                                                                        |
| 26           | 2020年11月27日 | ★    | 2R 1:24 | KO      | ダニヤル・イェレウシノフ             | カザフスタン     | IBFインターコンチネンタルウェルター級王座決定戦                        |
| 27           | 2021年9月3日   | ★    | 4R      | TKO     | ハッサン・ムアキンヨ                 | タンザニア       | ABUスーパーウェルター級王座決定戦                                      |
| 28           | 2022年2月5日   | ★    | 8R      | 判定    | クリス・ジェンキンス                 | イギリス         |                                                                        |
| 29           | 2022年2月26日  | ☆    | 4R 終了 | TKO     | シェリフ・カソンゴ                   | コンゴ民主共和国 |                                                                        |
| 30           | 2022年7月15日  | ★    | 8R      | 判定0-3 | ミルザカモフ・ネマトフ               | ウズベキスタン   |                                                                        |
| テンプレート |                |      |         |         |                                      |                  |                                                                        |

## 獲得タイトル
- ナミビアライト級王座
- WBOアフリカスーパーライト級王座
- IBF世界スーパーライト級王座（防衛1)
- IBO世界スーパーライト級王座
- WBA世界スーパーライト級王座（防衛0）